# Xenochrophis cerasogaster
Xenochrophis cerasogaster är en ormart som beskrevs av Cantor 1839. Xenochrophis cerasogaster ingår i släktet Xenochrophis och familjen snokar. Inga underarter finns listade i Catalogue of Life.
Arten förekommer i Asien från Pakistan och Nepal över Indien till Malaysia. Honor lägger ägg.

## Bildgalleri

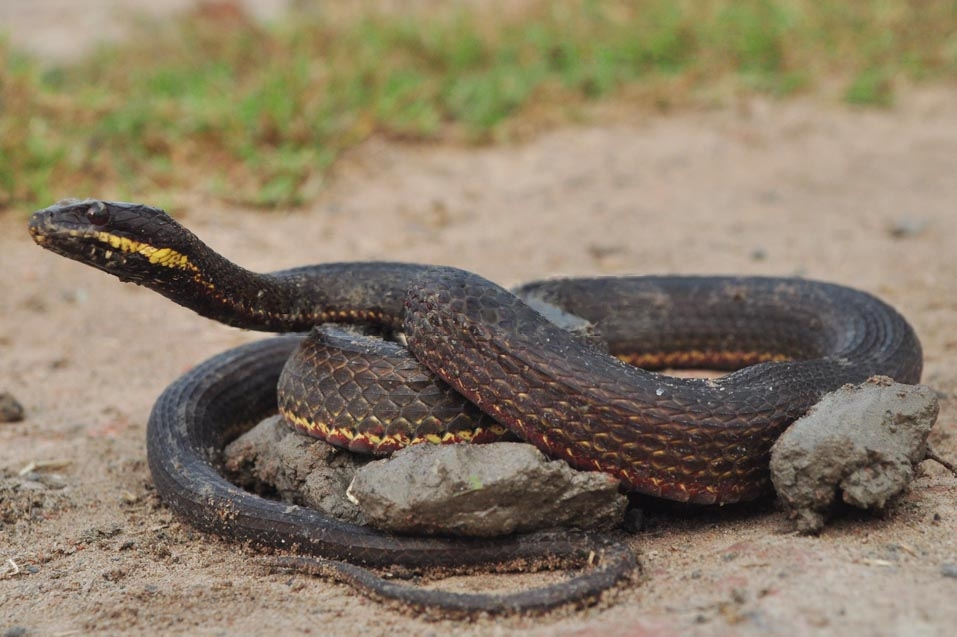
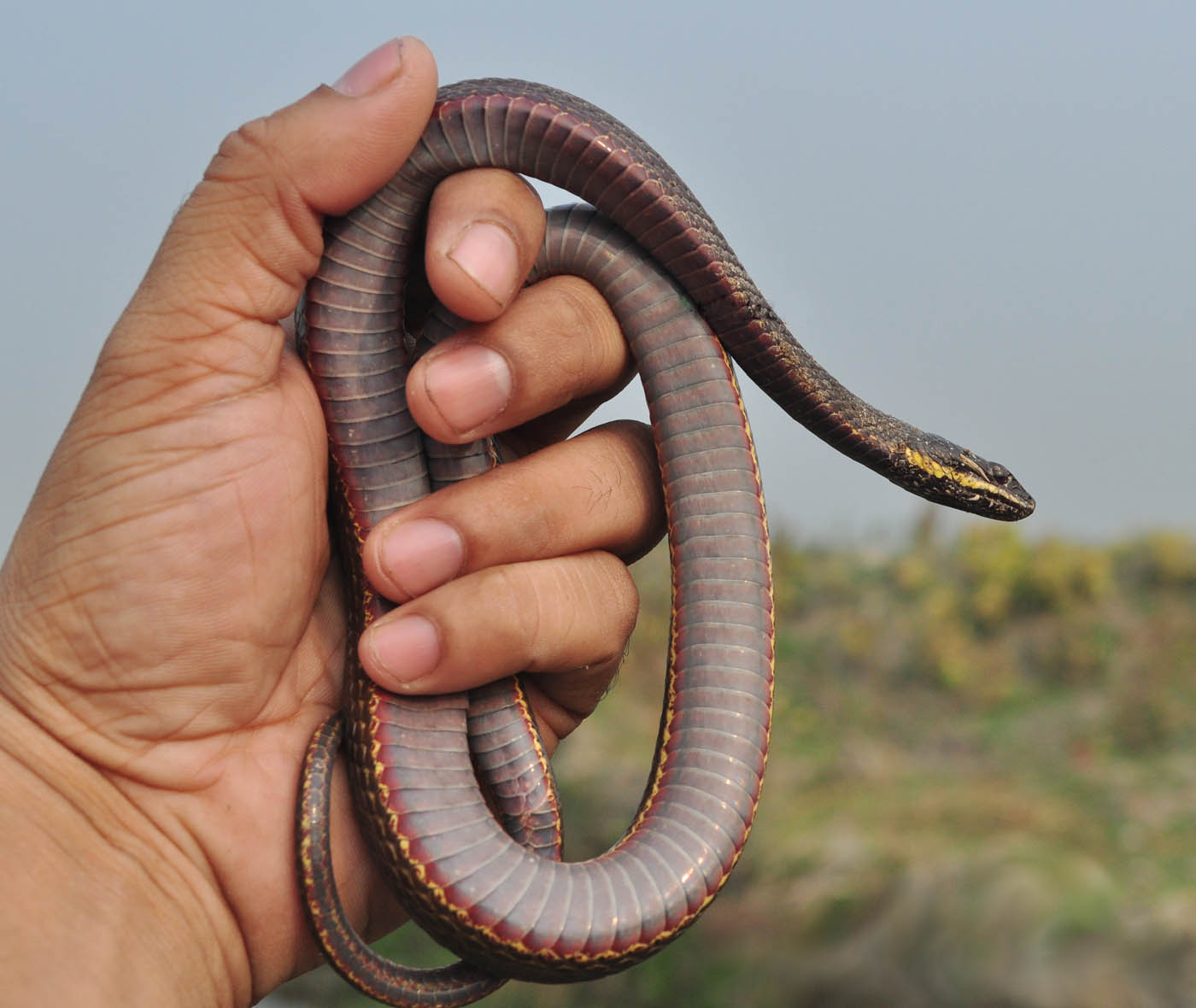
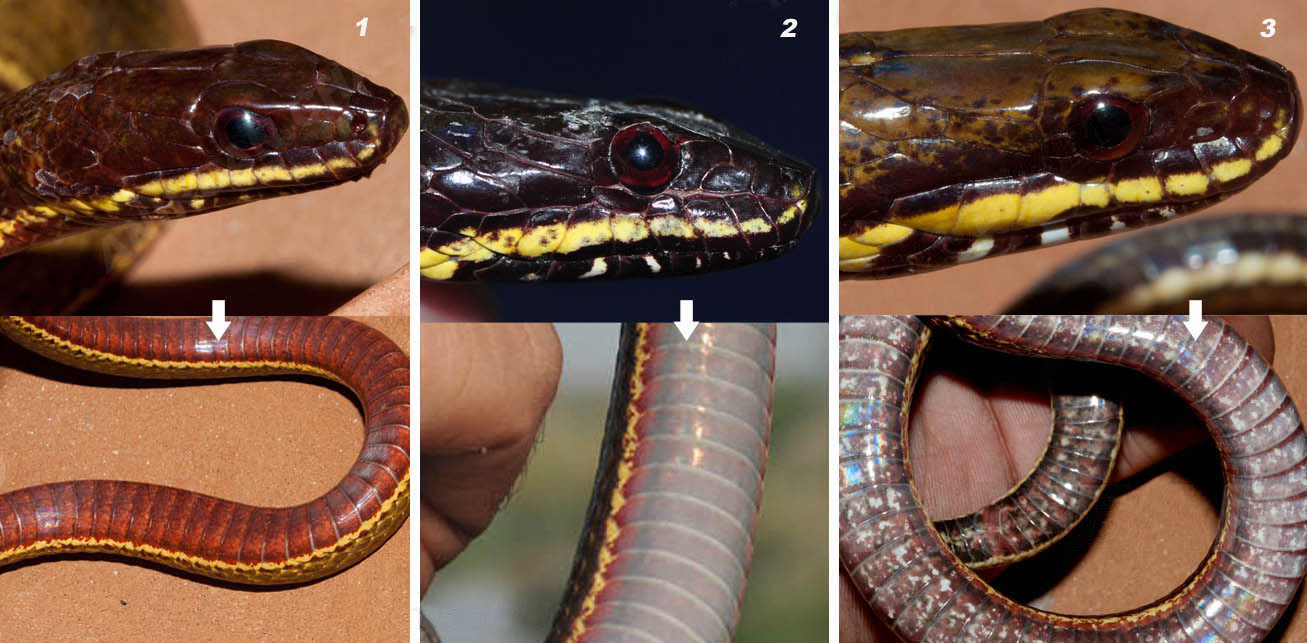
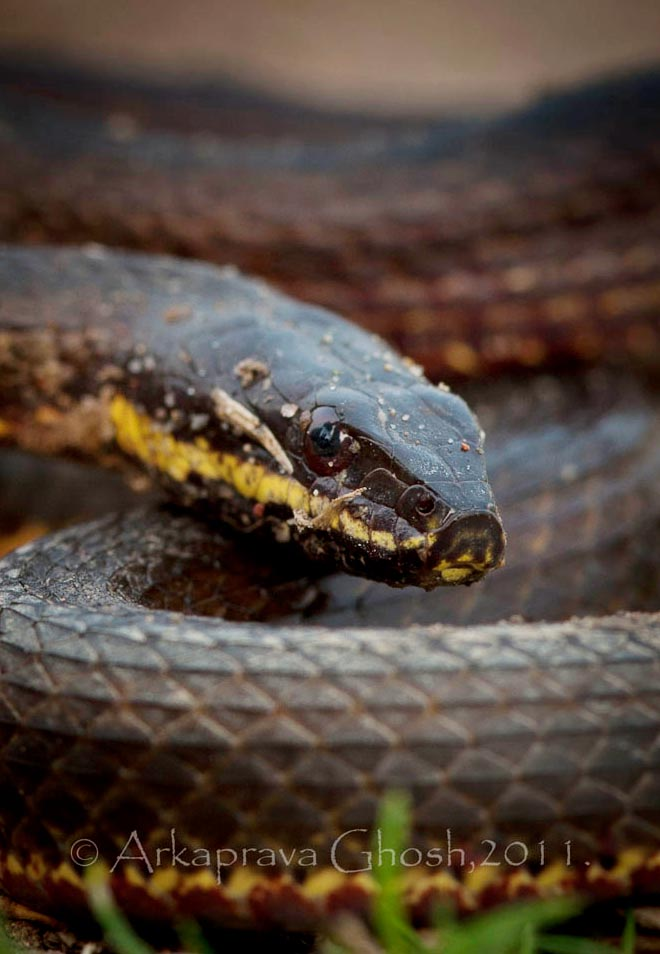
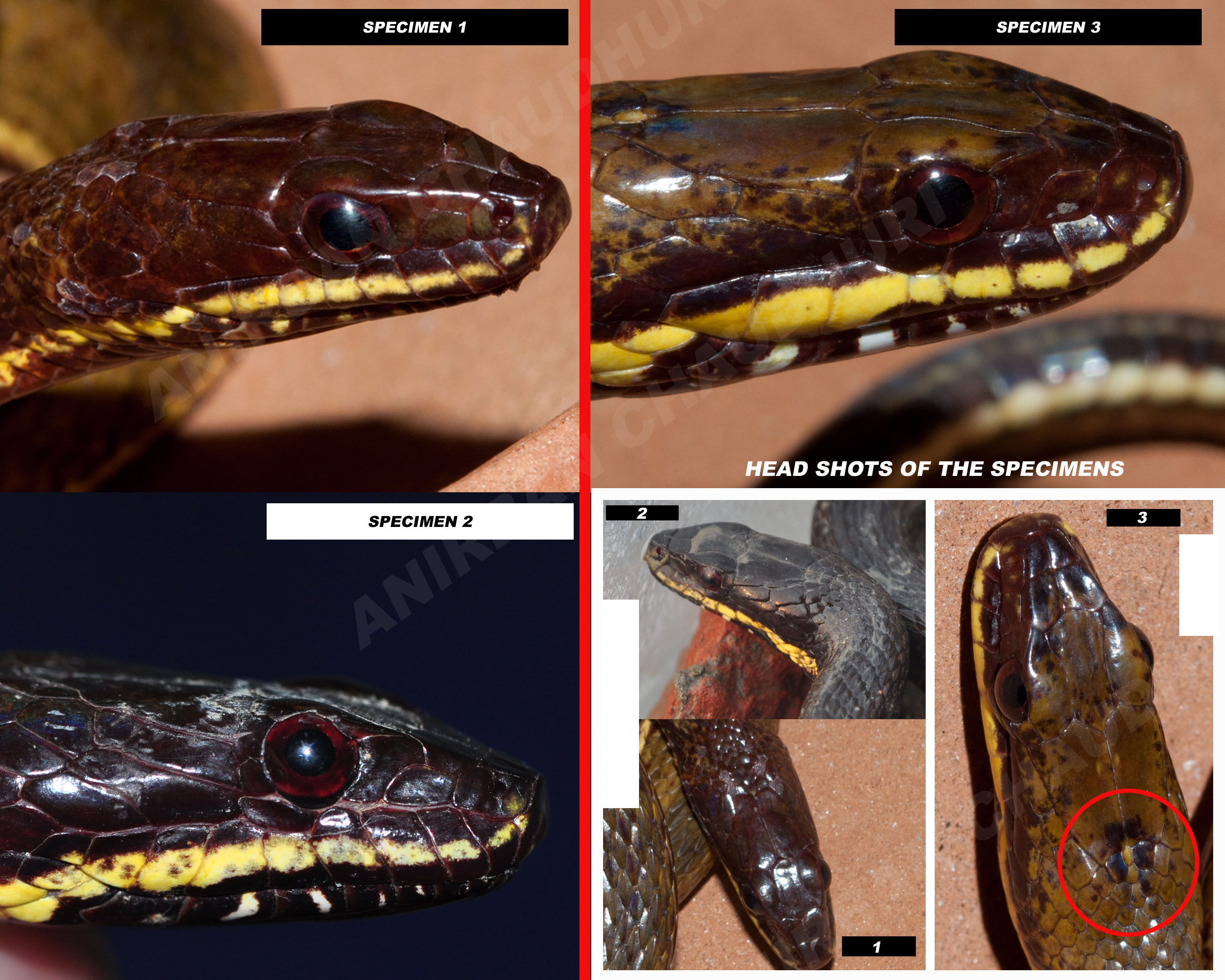